# Santa Tecla la Vella
Santa Tecla la Vella és una capella del municipi de Tarragona protegida com a bé cultural d'interès local. Ubicada en el que avui és el jardí de l'antic fossar de la catedral, es tracta d'una construcció que reaprofita materials d'una obra més antiga que alguns estudiosos han vinculat amb l'antiga catedral. Les dades que es desprenen d'una interpretació correcta de l'edifici han d'ajudar a esbrinar un dels interrogants reiterats de l'estudi medieval tarraconense: el bastiment de la catedral i les dependències canonicals.
Situada sobre el recinte de culte imperial, el seu subsòl també oculta importants testimonis del passat de la ciutat. Els escuts de l'interior estan protegits i declarats BCIN.

## Descripció
Capella d'una nau de planta rectangular, de 13,5 per 6 metres, dividida en dos trams sense absis i construïda amb materials d'una edificació anterior. El temple fou construït amb carreus de mitjanes dimensions en un estil romànic i es va ubicar en el que avui és el jardí de l'antic fossar de la catedral.
Interiorment presenta una coberta de creueria que sustenta els seus arcs sobre mènsules decorades amb motius vegetals, i el fons de la paret de llevant està decorat amb dos arcs bessons de punt rodó, amb motllura i sanefa escacada. Destaquen les interessants laudes funeràries gòtiques, els seus escuts d'identificació i el monument funerari de l'arquebisbe Olivella.
La capçalera és recta com la de la capella de Sant Pau.
Exteriorment presenta una sèrie de contraforts als angles que s'adossen en diagonal, els quals estan decorats amb una columna i capitell adossats.
La portalada es troba a la façana de ponent i s'hi accedeix per tres graons. Aquesta porta és d'arc rodó i està sostinguda per impostes. Presenta, així mateix, un timpà de granet llis i queda emmarcada per dues fines columnes decoratives que sostenen una cornisa de dos bordons, dels quals el superior és escacat. Al damunt d'aquest portal hi ha una finestra espitllada una mica apuntada.
Al mur de la dreta s'hi va afegir una altra capella més alta que la primera, que ocupa un espai igual a la meitat de la longitud de la construcció inicial. A la teulada es va aixecar un petit campanar de cadireta.
Alguns historiadors han interpretat que es tracta d'una construcció d'estil més avançat que la documentada a la capella de Sant Pau, amb muntants i arcs motllurats més complexes i finestres amb esqueixada bisellada que ens remunten al segle xiii.
En els murs i els arcs apareixen escuts atribuïts a l'arquebisbe Pere d'Urea, que situen l'ampliació del recinte entre el 1445 i el 1489. Les característiques de la coberta interior amb arc de creueria marquen el tipus de teulada exterior que es manifesta triangularment, convergint les aigües de pluvials en les gàrgoles que se situen sobre els contraforts.
Sobre les excavacions de Serra Vilaró als anys 1933-1934 s'ha interpretat que aquesta capella estava afegida a la catedral antiga. Aquesta teoria no ha estat consensuada, ja que encara resten molts interrogants sobre el conjunt. Tot i així, la capella de Santa Tecla és una peça clau per la interpretació de les campanyes de construcció i bastiment d'una de les catedrals més importants dels regnes cristians peninsulars.

## Protecció genèrica
- Tot el terme municipal de Tarragona està protegit i declarat pel Decret 652/1966, de 10 de març (BOE de 22 de març de 1966) i d'acord a l'àmbit III amb un nivell de protecció d'acord amb la vigent Llei 9/93 del Patrimoni Cultural Català, Bé Cultural d'Interès Nacional a la categoria de BCIN-zona arqueològica.
- El bé es troba dins l'àrea de protecció de "Conjunt històric", protegit i declarat pel Decret 652/1966, de 10 de març (BOE de 22 de març de 1966) amb un nivell de protecció d'acord amb la vigent Llei 9/93 del Patrimoni Cultural Català de Bé Cultural d'Interès Nacional a la categoria de CONJUNTS (BCIN) (R-I-53-0073).
- El bé es troba dins el recinte de la Catedral, declarada monument historicoartístic per la Reial Ordre de 3 d'abril de 1905 publicada a la "Gazeta" de Madrid de 12 d'abril de 1905. Disposa d'un nivell de protecció d'acord amb la vigent Llei 9/93 del Patrimoni Cultural Català de Bé Cultural d'Interès Nacional (BCIN) a la categoria MONUMENT HISTÒRIC.(R-I-51-0086).
- Els escuts conservats en l'immoble tenen la categoria de Bé Cultural d'Interès Nacional d'acord amb el que estableix el Decret 571/1963 de 14 de març sobre protecció d'escuts, emblemes, pedres heràldiques, rotlles de justícia, creus de terme i pedres similars (BOE 30.03.1963) que es recull a la disposició addicional segona de la Llei 16/1986 de 25 de juny del Patrimoni Històric Espanyol (BOE 25.06.1985) i al posteriorment la disposició addicional primera de la Llei 9/1993 de 30 de setembre del Patrimoni Cultural Català (DOGC de 24-11-1993).